# Comuna Techez, Vînohradiv
Techez (în ucraineană Теково, transliterat: Tekovo) este o comună în raionul Vînohradiv, regiunea Transcarpatia, Ucraina, formată din satele Hudea și Techez (reședința).

## Demografie
Componența lingvistică a comunei Techez
     Ucraineană (66,6%)
     Maghiară (32,55%)
     Alte limbi (0,85%)
Conform recensământului din 2001, majoritatea populației comunei Techez era vorbitoare de ucraineană (66,6%), existând în minoritate și vorbitori de maghiară (32,55%).